# Sacha Treille
Sacha Treille (* 6. November 1987 in Grenoble) ist ein französischer Eishockeyspieler, der seit Januar 2019 bei den Brûleurs de Loups de Grenoble aus der französischen Ligue Magnus unter Vertrag steht und dort auf der Position des Flügelstürmers spielt. Sein Vater Philippe und sein älterer Bruder Yorick waren ebenfalls professionelle Eishockeyspieler.     

## Karriere
Sacha Treille begann seine Karriere als Eishockeyspieler in seiner Heimatstadt in der Nachwuchsabteilung der Brûleurs de Loups de Grenoble, für deren Profimannschaft er in der Saison 2005/06 sein Debüt in der Ligue Magnus, der höchsten französischen Spielklasse, gab. In der folgenden Spielzeit erhielt der Flügelspieler die Trophée Jean-Pierre Graff als Rookie des Jahres. Mit Grenoble gewann er in der Spielzeit 2006/07 das Double aus Meisterschaft und Coupe de la Ligue. Zudem gewann er im folgenden Jahr mit seiner Mannschaft die Coupe de France, den nationalen Pokalwettbewerb. 

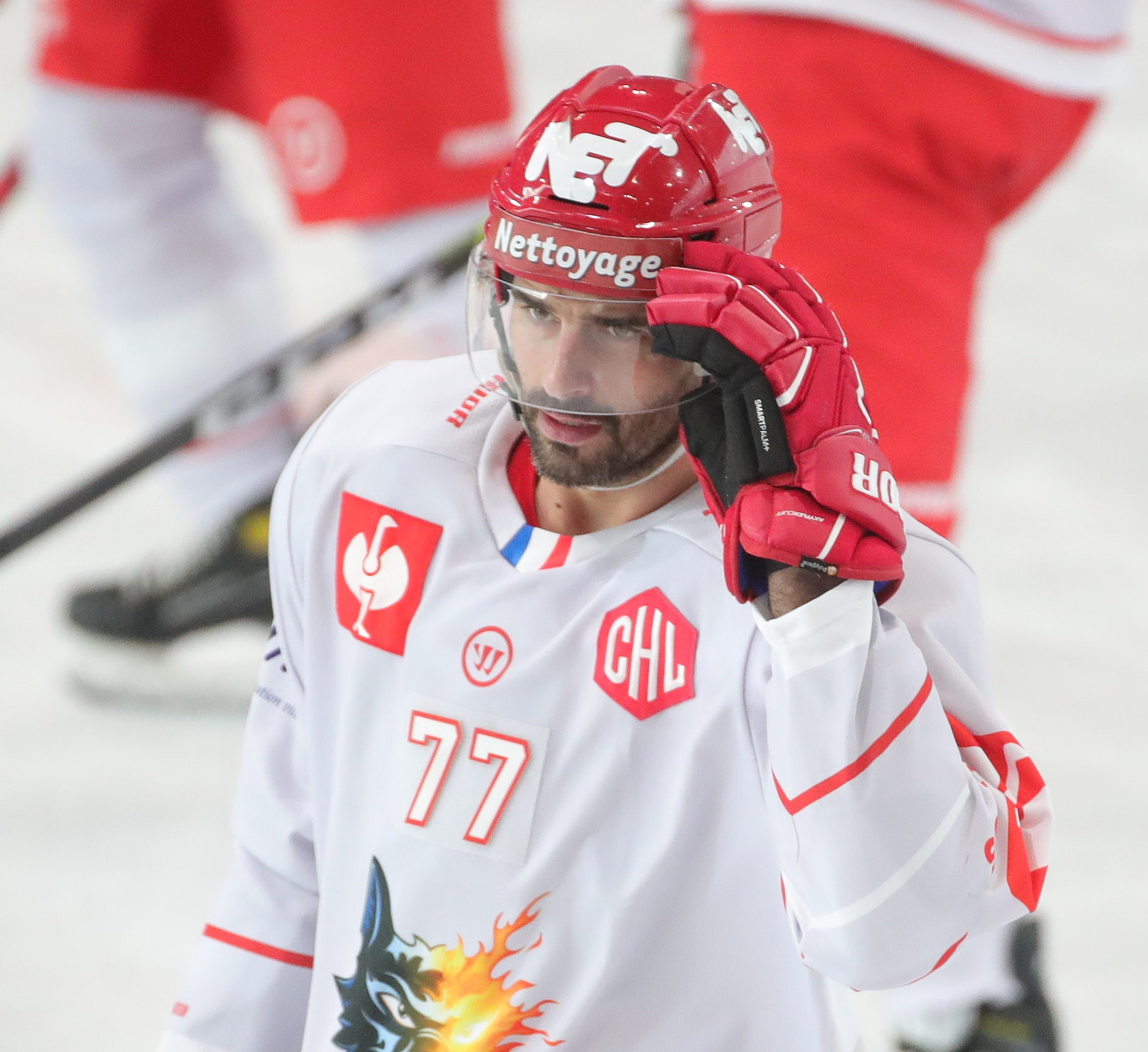
Treille im Trikot der Brûleurs de Loups de Grenoble (2022)

Für die Saison 2008/09 erhielt der Linksschütze einen Vertrag beim schwedischen Klub Färjestad BK, für den er anschließend in der Elitserien in insgesamt 26 Spielen eine Vorlage gab und mit dem er auf Anhieb Schwedischer Meister wurde. Zudem spielte der Franzose in seiner ersten Spielzeit im Ausland leihweise für den Nybro Vikings IF, Bofors IK und die Malmö Redhawks in der Allsvenskan, der zweiten schwedischen Spielklasse. Für die Saison 2009/10 wechselte Treille dann fest zu den Malmö Redhawks. Im Juni 2010 wurde Sacha Treille vom HC Vítkovice Steel aus der tschechischen Extraliga verpflichtet, wo zuvor schon sein Bruder Yorick gespielt hatte. Er nahm am Trainingslager und einigen Vorbereitungsspielen teil, unterzeichnete aber den ihm angebotenen Vertrag nicht und kehrte nach Frankreich zurück. Ende September 2010 wurde Treille vom Vítkovices Ligarivalen HC Kladno verpflichtet, bei dem er sich auf Anhieb als Stammspieler durchsetzen konnte und für den er in der Saison 2010/11 in 39 Spielen 15 Scorerpunkte erzielte. Ende Januar 2011 wechselte er innerhalb der Extraliga zum Hauptstadtklub HC Sparta Prag, bei dem auch sein Bruder Yorick spielte. Mit Sparta gelang ihm in der Relegation der Klassenerhalt, zu dem er mit vier Toren und zwei Vorlagen in sieben Spielen beitrug. Treille verblieb noch eine weitere Spielzeit in der Hauptstadt und kehrte dann nach Kladno zurück.
Zur Saison 2014/15 wechselte Treille erneut und schloss sich den Straubing Tigers aus der Deutschen Eishockey Liga (DEL) an. Anschließend kehrte er in die heimische Liga zurück und verbrachte zwei Jahre bei den Dragons de Rouen. Mit den Dragons gewann er im Jahr 2016 das Triple bestehend aus IIHF Continental Cup, Französischer Meisterschaft und Coupe de France. Im Sommer 2017 wechselte er erneut nach Tschechien zum HC Pardubice und spielte dort eineinhalb Jahre. Im Januar 2019 kehrte der Stürmer zu seinem Heimatverein nach Grenoble zurück, mit dem er in den Jahren 2022 und 2025 seine insgesamt vierten und fünften Meistertitel gewann.

### International

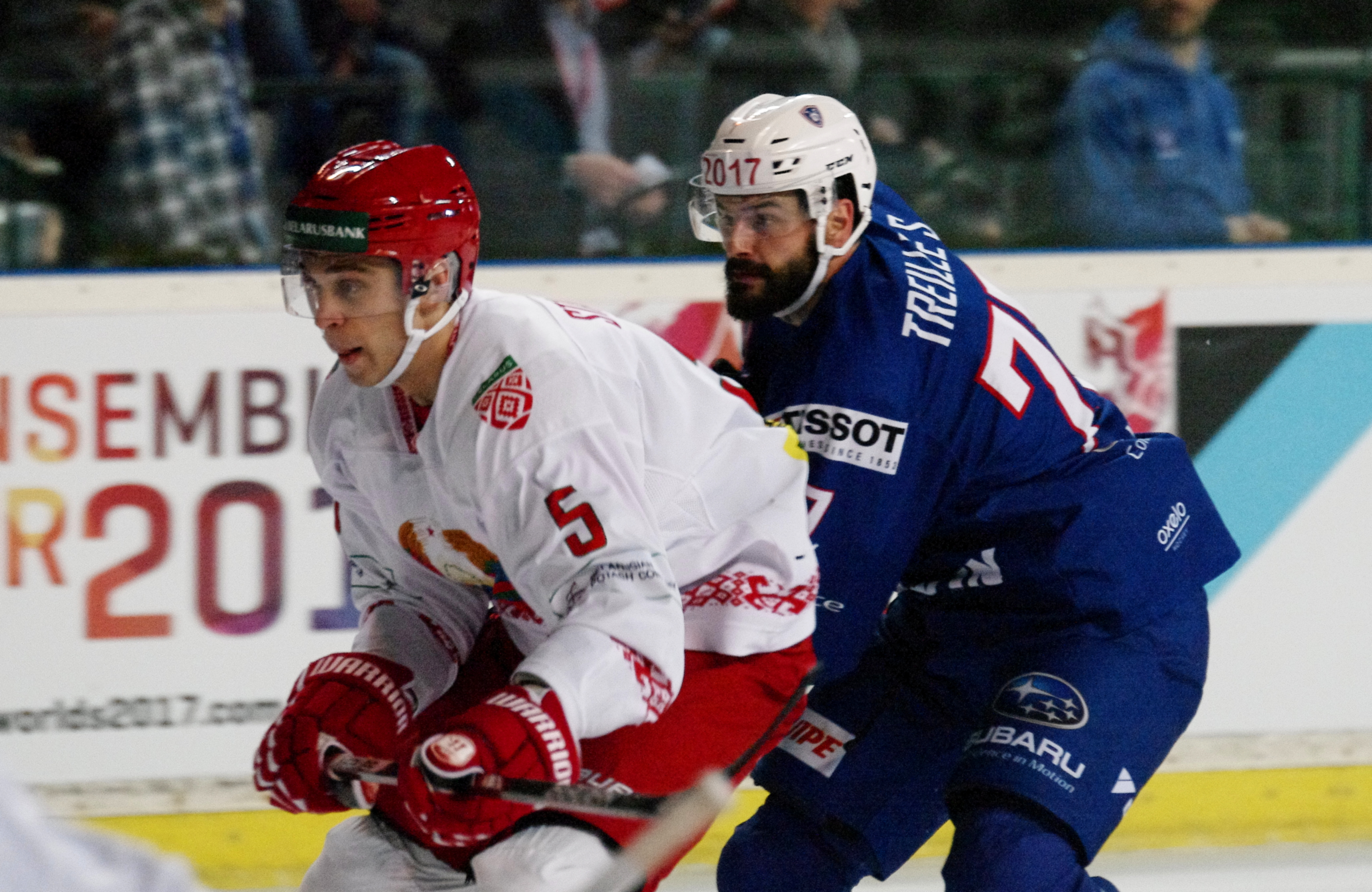
Treille (rechts) als Spieler der französischen Nationalmannschaft (2017)

Für Frankreich nahm Treille im Juniorenbereich an der U18-Junioren-Weltmeisterschaft der Division I 2005 sowie den U20-Junioren-Weltmeisterschaften der Division I der Jahre 2006 und 2007 teil. Im Seniorenbereich stand er im Aufgebot seines Landes bei der Weltmeisterschaft der Division I 2007 sowie Weltmeisterschaften der Jahre 2008, 2009, 2010, 2011, 2012, 2013, 2015, 2016, 2017, 2018, 2019, 2022, 2023, 2024 und 2025. Im Jahr 2023 führte er das französische Aufgebot erstmals als Mannschaftskapitän an.
Zudem nahm er an den Olympia-Qualifikationen der Winterspiele für die Jahre 2014, 2018, 2022 und 2026 teil. Ebenso spielte er im Rahmen des Beat Covid-19 Ice Hockey Tournament im Frühjahr 2021.

## Erfolge und Auszeichnungen
| - 2007 Französischer Meister mit den Brûleurs de Loups de Grenoble - 2007 Coupe-de-la-Ligue-Gewinn mit den Brûleurs de Loups de Grenoble - 2007 Trophée Jean-Pierre Graff - 2008 Coupe-de-France-Gewinn mit den Brûleurs de Loups de Grenoble - 2009 Schwedischer Meister mit dem Färjestad BK - 2016 IIHF-Continental-Cup-Gewinn mit den Dragons de Rouen - 2016 Französischer Meister mit den Dragons de Rouen - 2016 Coupe-de-France-Gewinn mit den Dragons de Rouen | - 2019 Französischer Meister mit den Brûleurs de Loups de Grenoble - 2022 Französischer Meister mit den Brûleurs de Loups de Grenoble - 2022 Ligue Magnus Playoffs MVP - 2023 Coupe-de-France-Gewinn mit den Brûleurs de Loups de Grenoble - 2023 Trophée Albert Hassler - 2024 Coupe-de-France-Gewinn mit den Brûleurs de Loups de Grenoble - 2025 Französischer Meister mit den Brûleurs de Loups de Grenoble |

### International
- 2007 Aufstieg in die Top Division bei der Weltmeisterschaft der Division I

## Karrierestatistik
Stand: Ende der Saison 2024/25

### International
Vertrat Frankreich bei:
| - U18-Junioren-Weltmeisterschaft der Division I 2005 - U20-Junioren-Weltmeisterschaft der Division I 2006 - U20-Junioren-Weltmeisterschaft der Division I 2007 - Weltmeisterschaft der Division I 2007 - Weltmeisterschaft 2008 - Weltmeisterschaft 2009 - Weltmeisterschaft 2010 - Weltmeisterschaft 2011 - Weltmeisterschaft 2012 - Qualifikationsturnier für die Olympischen Winterspiele 2014 - Weltmeisterschaft 2013 - Weltmeisterschaft 2015 | - Weltmeisterschaft 2016 - Qualifikationsturnier für die Olympischen Winterspiele 2018 - Weltmeisterschaft 2017 - Weltmeisterschaft 2018 - Weltmeisterschaft 2019 - Beat Covid-19 Ice Hockey Tournament - Qualifikationsturnier für die Olympischen Winterspiele 2022 - Weltmeisterschaft 2022 - Weltmeisterschaft 2023 - Weltmeisterschaft 2024 - Qualifikationsturnier für die Olympischen Winterspiele 2026 - Weltmeisterschaft 2025 |

(Legende zur Spielerstatistik: Sp oder GP = absolvierte Spiele; T oder G = erzielte Tore; V oder A = erzielte Assists; Pkt oder Pts = erzielte Scorerpunkte; SM oder PIM = erhaltene Strafminuten; +/− = Plus/Minus-Bilanz; PP = erzielte Überzahltore; SH = erzielte Unterzahltore; GW = erzielte Siegtore; 1 Play-downs/Relegation; Kursiv: Statistik nicht vollständig)